# Piano di campagna
Per piano di campagna si intende una piccola porzione di superficie terrestre che viene presa come riferimento per lo svolgimento di alcune determinate funzioni, essenzialmente topografiche, agricole o legate alla costruzione di edifici.

## Utilizzo
Il termine viene utilizzato generalmente in ambiti tecnici per individuare la zona di un rilievo topografico o di un sito di costruzione. Il piano di campagna può avere origini naturali (non antropizzato), oppure può essere ottenuto in seguito ad operazioni di sterro e riporto di materiale minerario per spianamenti o per eseguire un progetto in cui debbano essere modificate le quote altimetriche rispetto al piano naturale. Un accurato spianamento della superficie di coltivazione è anche necessario in varie colture agrarie, quali ad esempio quella del riso.